# Košeca
Košeca (Hongaars: Kasza) is een Slowaakse gemeente in de regio Trenčín, en maakt deel uit van het district Ilava.
Košeca telt 2.515 inwoners.